# Olivier Mahafaly Solonandrasana
Olivier Mahafaly Solonandrasana (ur. 21 czerwca 1964 na wyspie Nosy Be) – madagaskarski polityk, premier Madagaskaru od 13 kwietnia 2016 do 6 czerwca 2018.